# Julie Thacker
Pour les articles homonymes, voir Thacker.
Julie Thacker, ou parfois Julie Thacker-Scully, est une scénariste, productrice et réalisatrice américaine pour la télévision. 
Elle a créé, avec son mari, Mike Scully, les séries télévisées The Pitts et Les Sauvages.

## Filmographie

### Scénariste

#### PourLes Simpson
| Année | Titre                             | Titre original                  | Saison | Épisode | Réalisateur   |
| ----- | --------------------------------- | ------------------------------- | ------ | ------- | ------------- |
| 1999  | Les vieux sont tombés sur la tête | The Old Man and the "C" Student | 10     | 20      | Mark Kirkland |
| 2000  | Tais-toi et danse !               | Last Tap Dance in Springfield   | 11     | 20      | Nancy Kruse   |
| 2001  | Le Miracle de Maude               | I'm Goin' to Praiseland         | 12     | 19      | Chuck Sheetz  |

#### Autres
- 1990 : Loin de ce monde (2 épisodes)
- 1992 : The Powers that Be (1 épisode)
- 1993 : The Golden Palace (1 épisode)
- 1995 : The Preston Episodes (1 épisode)
- 2003 : The Pitts (1 épisode)
- 2004-2005 : Les Sauvages (19 épisodes)
- 2012 : Napoleon Dynamite (1 épisode)
- 2013 : Dads (2 épisodes)

### Réalisatrice
- 2004-2005 : Les Sauvages (5 épisodes)

### Productrice
- 1991-1992 : Les Craquantes (20 épisodes)
- 1997-2003 : Les Simpson (24 épisodes)
- 2000 : Schimmel
- 2003 : The Pitts
- 2004-2005 : Les Sauvages (15 épisodes)
- 2012 : Napoleon Dynamite (1 épisode)
- 2013-2014 : Dads (6 épisodes)

## Récompenses et nominations
- 1998 : Primetime Emmy Award du meilleur programme d'animation de moins d'une heure pour l'épisode Vive les éboueurs de Les Simpson
- 1999 : Nomination pour le Primetime Emmy Award du meilleur programme d'animation de moins d'une heure pour l'épisode Fiesta à Las Vegas de Les Simpson
- 2000 : Primetime Emmy Award du meilleur programme d'animation de moins d'une heure pour l'épisode Derrière les rires de Les Simpson
- 2001 : Primetime Emmy Award du meilleur programme d'animation de moins d'une heure pour l'épisode Le Cerveau de Les Simpson